# Renault Type AZ, Type BZ, Type CB e Type DG
Le Type AZ, BZ, CB e DG costituiscono una piccola famiglia di autovetture di classe medio-alta prodotte tra il 1909 e il 1914 dalla casa francese Renault.

## Profilo

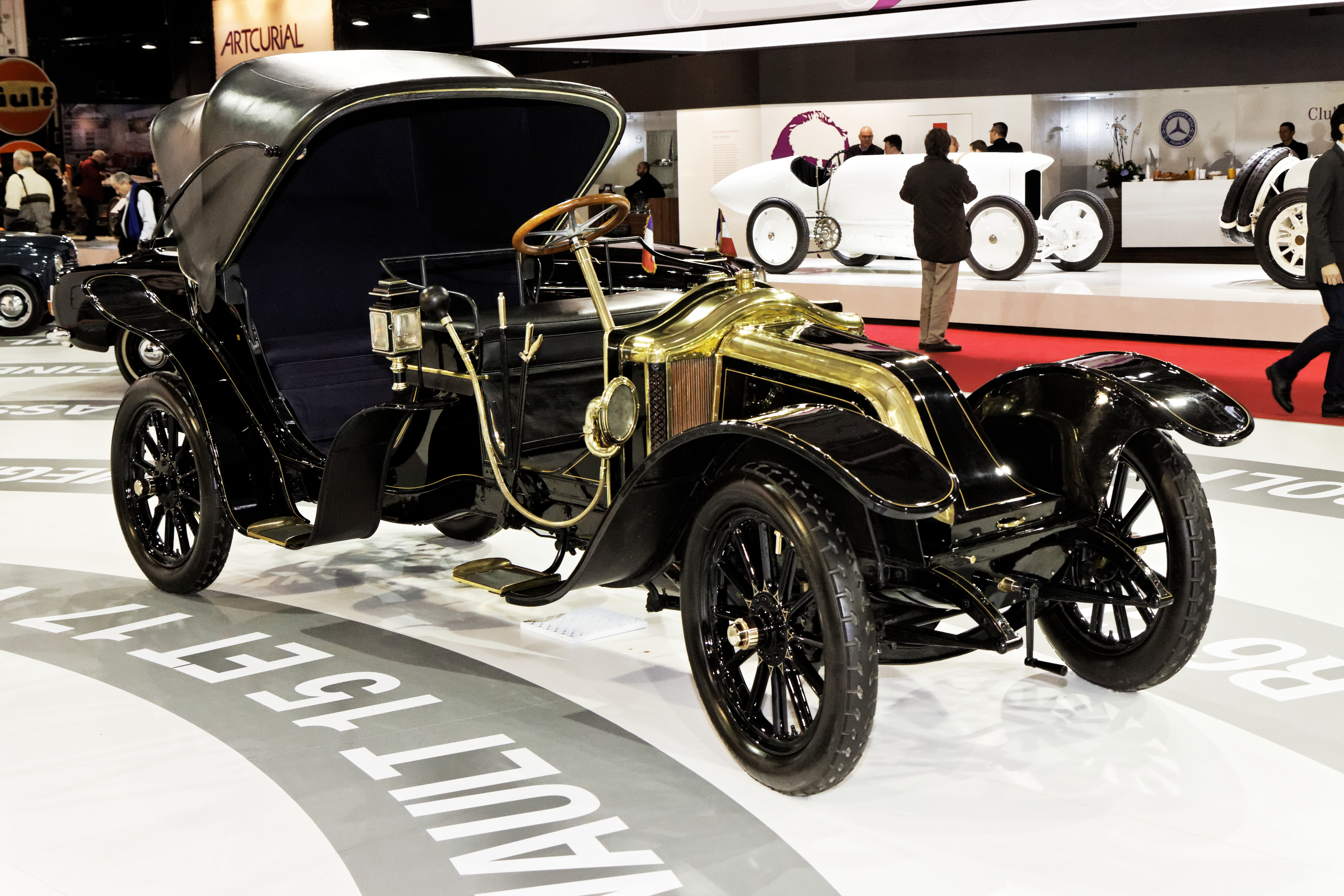
Renault Type DG Victoria Rothschild

Tali vetture nacquero come evoluzione delle Type AH e AM. In particolare, abbandonarono la veste di coupé de ville, per tornare a una più convenzionale carrozzeria berlina. Gran parte degli esemplari prodotti furono "vestiti" dall'atelier automobilistico Rothschild. Queste vetture riscossero un buon successo negli strati alti della società dell'epoca.
Esse proponevano alcune innovazioni, come l'adozione di un carburatore automatico e la presenza di una pompa a ingranaggi comandata dalla distribuzione.
I motori disponibili su queste vetture erano due, entrambi a 4 cilindri: uno da 2410 e l'altro da 2610 cm³.
Tali vetture furono prodotte fino al 1914.